# Édouard Bonnet-Duverdier
Édouard Bonnet-Duverdier est un homme politique français né le 13 septembre 1824 à Cadouin (Dordogne) et mort le 24 novembre 1882 à Paris.

## Biographie
Après avoir participé activement à la Révolution française de 1848, Édouard Bonnet-Duverdier est proscrit après l'affaire du 13 juin 1849 dite du Conservatoire des arts et métiers. Compagnon d'exil de Victor Hugo à Jersey puis à Guernesey, il ne rentre en France qu'après le 4 septembre 1870 et devient l'administrateur du journal Le Peuple souverain. Conseiller municipal de Paris en 1874, il est vice-président en 1875 et président du conseil municipal de Paris en 1877. Il est emprisonné après le 16 mai 1877 pour offense au président Mac Mahon. Alors qu'il est emprisonné, il est élu député du Rhône. Il siège à l'extrême gauche. Il est réélu en 1881.
Édouard Bonnet-Duverdier meurt le 24 novembre 1882 à Paris, où il est inhumé au cimetière du Père-Lachaise (81e division).

## Sources
- « Édouard Bonnet-Duverdier », dans Adolphe Robert et Gaston Cougny, Dictionnaire des parlementaires français, Edgar Bourloton, 1889-1891 [détail de l’édition]